# Carlowrightia ovata
Carlowrightia ovata är en akantusväxtart som beskrevs av Asa Gray. Carlowrightia ovata ingår i släktet Carlowrightia och familjen akantusväxter. Inga underarter finns listade i Catalogue of Life.